# بلو لیک (کالیفرنیا)
بلو لیک (به انگلیسی: Blue Lake) شهری در شهرستان هومبولت ایالت کالیفرنیا است که در سرشماری سال ۲۰۱۰ میلادی، ۱۲۵۳ نفر جمعیت داشته است.